# Клан Ліндсей

Гребінь клану Ліндсей.

Герб вождя клану Ліндсей.

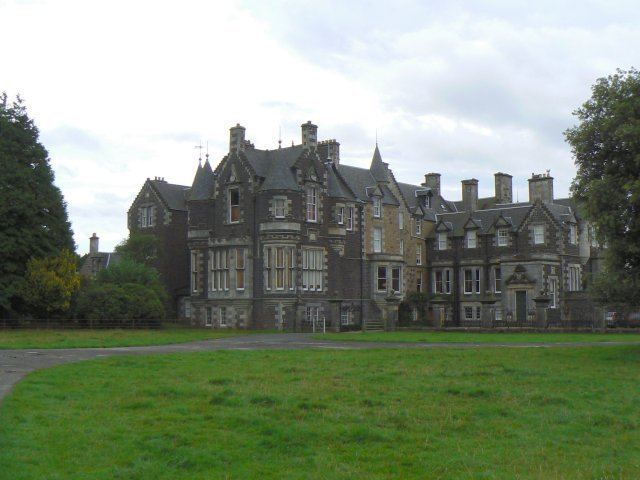
Замок Балкаррес-хаус.

Клан Ліндсей (шотл. - Clan Lindsay) - клан Ліндсі - один з кланів рівнинної частини Шотландії - Лоуленду.
Гасло клану: Endure fort - Вистояти сміливо (лат.)
Землі клану: Ангус
Символ клану: рута запашна
Вождь клану: Джеймс Ліндсей - XVI граф Ліндсей
Резиденція вождя клану: Замок Балкаррес-хаус (шотл. - Balcarres House)
Історичні резиденції вождів клану: Замок Кравфорд (шотл. - Crawford Castle), замок Едзелл (шотл. - Edzell Castle)
Союзні клани: Стюарт
Ворожі клани: Гордон, Огілві

## Історія клану Ліндсей

### Походження клану Ліндсей
Клан Ліндсей відомий в Шотландії з кінця XI століття. Імовірно, назва клану походить з Англії - з регіону Ліндсі. Назва Ліндсі походить фрази старої англійської мови, що перекладалась як «Острів Лінкольна». Але існує альтернативна версія про те, що назва клану походить від селище Лімесі (фр. - Limésy) в Нормандії. Першою відомою людиною з клану Ліндсей був сер Балдрік де Ліндесая (Baldric de Lindesaya). Сер Волтер де Ліндіссі супроводжував короля Шотландії Девіда І під час його боротьби за трон разом з графом Гантінгтоном. Король Девід І був вдячний "південним норманам" за допомогу і службу і щедро роздавав їм землі, титули, маєтки в Шотландії. За його правління в Шотландії поселились такі нормандські клани (аети) як Ролло та Сінклер. Правнук Волтера де Ліндіссі - сер Вільям де Ліндесей був депутатом парламенту у 1164 році. Пізніше він отримав посаду юстиціарія Шотландії. Вільям Ліндсей отримав у володіння землі Кроуфорд. Пізніше йому було даровано титул граф Кроуфорд. Сер Вільям Ліндсей був депутатом парламенту як барон Луффнесс зі східного Лотіану. Він мав двох дружин. Одна з них - Алієнора де Лімесі. З нею він мав сина Девіда де Ліндсей. Він одружився з принцесою Шотландії Марджорі. Девід де Ліндсей помер у 1214 році. Титул лорда та посаду верховного юстиціарія Лотіану успадкував його син, якого теж звали Девід. Крім шотландських маєтків він успадкував англійські маєтки Лімесей та Волверей. Одним з його нащадків був ще один сер Девід Ліндсей, що отримав посаду чемберлен Шотландії у 1256 році.

### XIV століття
Онук вищезгаданого Девіда Ліндсея - ще один Девід Ліндсей додав свою печатку і підпис до Декларації Арброах про незалежність Шотландії, яка була відправлена Папі Римському у 1320 році. Його другий син - сер Джеймс Ліндсей одружився з Егідією - дочкою Вальтера Стюарта - VI Стюарда Шотландії і сестрою короля Шотландії Роберта II.

### XV - XVI століття
У 1390 році лицар сер Девід Ліндсей взяв участь у лицарському турнірі біля Лондонського Мосту у присутності короля Англії Річарда II. На турнірі сер Ліндсей переміг і викликав загальне захоплення. Сер Ліндсей отримав титул графа Кроуфорд 21 квітня 1398 році. У 1403 році він отримав посаду лорд-адмірала Шотландії. У 1406 році він був відправлений послом до Англії.
Клан Ліндсей брав участь у війні і битві під Арброат в 1445 році. У 1452 році Олександр Ліндсей - IV граф Кроуфорд приєдналися до повстання проти короля Шотландії Джеймса II і брав участь у битві під Брехін, де армія короля мала важкі втрати. Сер Олександр Ліндсей був звинувачений у зраді, але пізніше був помилуваний королем.
V граф Кроуфорд піднявся високо в королівської милості. Він був послідовно лорд-адміралом Шотландії, майстром королівського двору, камергером і Верховним Юстиціарієм. VI граф Кроуфорд був убитий в битві під Флодден у 1513 році.

### XVII століття
Людовик Ліндсей - XVI граф Кроуфорд пішов служити найманцем королям континенту. Коли почалась громадянська війна на Британських островах, він повернувся в Шотландію і воював за короля Карла І, командував кавалерійським полком в битві під Марстон-Мур. Пізніше він підтримав маркіза Монтроз і брав участь у битві під Філіфау в 1645 році. Титул графа Кроуфорд успадкував його родич - Джон Ліндсей - граф Ліндсі. Титул графа Кроуфорд лишався в цій гілці клану до тих пір, поки його не отримав граф Балкаррес у XIX столітті, що був нащадком молодшого сина IX графа Кроуфорд. Ця гілка клану була створена як графи Балкаррес у 1650 році в нагороду за послуги королю під час громадянської війни.

### XVIII століття
І граф Балкаррес став спадковим губернатором Единбурзького замку. Він також став секретарем у справах Шотландії та секретарем Верховного комісара Генеральної Асамблеї. Його молодший син - Колін Ліндсей - III граф Балкаррес був переконаним якобітом і воював під час повстання якобітів у 1715 році. Після розгрому повстання він був звинувачений у державній зраді і тільки герцог Мальборо, що був його другом все життя, врятував його. У 1739 році Джон Ліндсей - XX граф Кроуфорд отримав звання підполковника новоствореного 43 шотландського піхотного полку (полк «Чорної варти»), що підтримав британський уряд під час повстання якобітів у 1745 році.

## Замки клану Ліндсей
- Замок Балкаррес-хаус (шотл. - Balcarres House) - резиденція вождя клану і донині. Побудований Джоном Ліндсі Балкаррес у 1595 році.
- Замок Едзел (шотл. - Edzell Castle) - був резиденцією вождя клану Ліндсей. Клан отримав замок у 1358 році і володів ним до 1715 року.
- Замок Кроуфорд (шотл. - Crawford Castle) - був резиденцією вождя клану.
- Замок Карлслуїт (шотл. - Carsluith Castle)
- Замок Спіні (шотл. - Spynie Palace)
- Замок Лордкайріні (шотл. - Lordscairnie Castle)
- Замок Крейгі (шотл. - Craigie Castle) - Ейршир
- Замок Лінсейн (шотл. - Linsane Castle)